# Stansted
Stansted es una localidad situada en el distrito de Tonbridge and Malling, en el condado de Kent (Inglaterra). Según el censo de 2011, tiene una población de 484 habitantes.

## Geografía
Según la Oficina Nacional de Estadística británica, Stansted tiene una superficie de 7,99 km².

## Demografía
Según el censo de 2001, en ese momento Stansted tenía 473 habitantes (48,84% varones, 51,16% mujeres) y una densidad de población de 59,2 hab/km². El 19,66% eran menores de 16 años, el 75,69% tenían entre 16 y 74 y el 4,65% eran mayores de 74. La media de edad era de 40,03 años. Del total de habitantes con 16 o más años, el 22,63% estaban solteros, el 65,53% casados y el 11,84% divorciados o viudos.
El 97,04% de los habitantes eran originarios del Reino Unido. El resto de países europeos englobaban al 0,63% de la población, mientras que el 2,33% había nacido en cualquier otro lugar. Según su grupo étnico, el 98,11% eran blancos, el 1,26% mestizos y el 0,63% negros. El cristianismo era profesado por el 77,22% y cualquier otra religión, salvo el budismo, el hinduismo, el judaísmo, el islam y el sijismo, por el 0,63%. El 15,4% no eran religiosos y el 6,75% no marcaron ninguna opción en el censo.
Un total de 245 habitantes eran económicamente activos, 241 de ellos (98,37%) empleados y 4 (1,63%) desempleados. Había 179 hogares con residentes, 6 vacíos y 9 eran alojamientos vacacionales o segundas residencias.